# Thomas Menzies
Thomas Menzies, britanski general, * 1893, † 1963.